# Michel Leclerc (poète)
Pour les articles homonymes, voir Michel Leclerc et Leclerc.
Michel Leclerc, né à Montréal en 1952, est un poète, romancier et essayiste québécois.

## Biographie
Michel Leclerc poursuit ses études à l'Institut d'études politiques de l'Université de Bordeaux ainsi que des études doctorales en sociologie des sciences à l'Université de Montréal.
Il travaille d'abord à l'École d'administration publique, puis au Ministère de l'Enseignement supérieur ainsi qu'à l'Industrie de Commerce. Depuis 1988, il est employé au ministère des Relations internationales. De 2008 à 2013, il occupa également le poste de Premier conseiller aux affaires francophones et multilatérales à la Délégation générale du Québec à Paris,,.
En plus de signer des textes dans de nombreuses revues littéraires (Estuaire, Liberté, Possible), il publie régulièrement des articles scientifiques dans des revues nationales et internationales.
En poésie, il fait paraitre plusieurs titres dont La traversée du réel, précédé de, Dorénavant la poésie (L'Hexagone, 1977), Écrire ou la Disparition (L'Hexagone, 1984), Le livre de l'échoppe (Éditions du Noroît, 2004), La fatigue et la cendre (Éditions du Noroît, 2007), Des mots au bord de la nuit (Éditions du Noroît, 2017), Un refuge au milieu des flammes (Éditions du Noroît, 2018) ainsi qu'Une brûlante inquiétude (Éditions du Noroît, 2020),,,,.
Comme romancier, il publie quatre romans dont Le Promeneur d'Afrique (Hurtubise, 2006) Un été sans histoire (Hurtubisde, 2007), La Fille du Prado (Hurtubise, 2008) ainsi qu'Une toute petite mort (Hurtubise, 2009),,,.
Il fait également paraitre deux essais, soit La science politique au Québec (L'Hexagone, 1982) ainsi que Les enjeux économiques et politiques de l'innovation (Presses de l'Université du Québec, 1990),.
Finaliste au Prix du Gouverneur général du Canada (1982), Michel Leclerc est également finaliste au Prix Alain-Grandbois de l'Académie des lettres du Québec (2005)[réf. souhaitée]. 

Président du Festival international de cinéma Vues d'Afrique (2015-2017)

## Œuvres

### Poésie
- Odes pour un matin public, avec des dessins de Roland Giguère, Trois-Rivières, Écrits des Forges, 1972, 65 p.
- La traversée du réel, précédé de, Dorénavant la poésie, Montréal, L'Hexagone, 1977, 85 p.
- Écrire ou la Disparition : textes et poèmes, Montréal, L'Hexagone, 1984, 49 p.  (ISBN 2890062139)
- Poèmes de l’Infime amour, Montréal, Éditions du Noroît, 1997, 77 p. (ISBN 2-89018-378-5)
- Comme venu des lointains, suivi de, L'instant donné, Montréal, Éditions du Noroît, 2002, 82 p. (ISBN 2-89018-490-0)
- Si nos âmes agonisent, Montréal, Éditions du Noroît, 2003, 89 p. (ISBN 2-89018-513-3)
- Le livre de l’échoppe, Montréal, Éditions du Noroît, 2004, 143 p. (ISBN 2-89018-529-X)
- La fatigue et la cendre, Montréal, Éditions du Noroît, 2007, 132 p. (ISBN 978-2-89018-608-8)
- Des mots au bord de la nuit. Poèmes 1977-2007, Montréal, Éditions du Noroît, 2017, 368 p. (ISBN 9782897660468)
- Un refuge au milieu des flammes, Montréal, Éditions du Noroît, 2018, 195 p. (ISBN 9782897661205)
- Une brûlante inquiétude, Montréal, Éditions du Noroît, 2020, 136 p. (ISBN 9782897662394)

### Romans
- Le Promeneur d'Afrique, Montréal, Hurtubise, 2006, 195 p. (ISBN 978-2-89428-944-0 et 2-89428-944-8)
- Un été sans histoire, Montréal, Hurtubise, 2007, 242 p. (ISBN 978-2-89428-966-2)
- La Fille du Prado, Montréal, Hurtubise, 2008, 239 p.  (ISBN 9782896470952 et 9782896473564)
- Une toute petite mort, Montréal, Hurtubise, 2009, 255 p. (ISBN 978-2-89647-200-0)

### Essais
- La science politique au Québec, Montréal, L'Hexagone, 1982, 295 p.
- Les enjeux économiques et politiques de l'innovation, Montréal, Presses de l'Université du Québec, 1990, 246 p. (ISBN 2760505529)

## Prix et honneurs
- 1982 - Finaliste : Prix du Gouverneur général du Canada[réf. souhaitée]
- 1983 - Finaliste : Prix Alain-Grandbois de l'Académie des lettres du Québec[réf. souhaitée]